# 月光族
月光族指将每月赚的钱都用光、花光的人，而無法進行儲蓄。月光族一般都是年轻人，因為剛出社會薪水較少，固定開銷食物、穿著、房租等，花完便所剩無幾。

## 相關書籍
- 陳怡齡 著，《月光族的100萬》，台北市：聯合文學出版社，2005年7月5日出版，ISBN 9575225457